# Powerplant (album)
Powerplant – szósta studyjna płyta zespołu Gamma Ray. Została wydana ponownie w 2003.

## Lista utworów
1. Anywhere In The Galaxy (Hansen) – 6:37
2. Razorblade Sigh (Hansen) – 5:01
3. Send Me a Sign  (Richter) – 4:07
4. Strangers In The Night (Hansen, Zimmermann) – 6:04
5. Gardens Of The Sinner (Hansen, Zimmermann) – 5:57
6. Short As Hell (Hansen) – 3:57
7. It's A Sin (Lowe, Tennant) – 4:58 (cover Pet Shop Boys)
8. Heavy Metal Universe (Hansen) – 5:25
9. Wings Of Destiny (Richter) – 6:26
10. Hand Of Fate (Hansen, Schlächter) – 6:12
11. Armageddon (Hansen) – 8:48

### 2003 Bonus Tracks
- 12. A While In Dreamland (Hansen, Schlächter) – 4:16
- 13. Rich And Famous (Hansen) – 4:53
- 14. Long Live Rock 'N' Roll (Blackmore, Dio) – 3:46 (cover Rainbow)

## Skład zespołu
- Kai Hansen – śpiew, gitara
- Henjo Richter – gitara, instrumenty klawiszowe
- Dirk Schlächter – gitara basowa
- Dan Zimmermann – perkusja